# Liblice
Liblice är en ort i Tjeckien.   Den ligger i regionen Mellersta Böhmen, i den centrala delen av landet, 28 km norr om huvudstaden Prag. Liblice ligger 199 meter över havet och antalet invånare är 459.
Terrängen runt Liblice är platt. Runt Liblice är det ganska tätbefolkat, med 62 invånare per kvadratkilometer. Närmaste större samhälle är Mělník, 9,2 km nordväst om Liblice. Trakten runt Liblice består till största delen av jordbruksmark.